# São Pedro (kommun i Brasilien, São Paulo, lat -22,56, long -47,90)
São Pedro är en kommun i Brasilien.   Den ligger i delstaten São Paulo, i den sydöstra delen av landet, 800 km söder om huvudstaden Brasília. Antalet invånare är 31 688.
Följande samhällen finns i São Pedro:
- São Pedro

Omgivningarna runt São Pedro är huvudsakligen savann. Runt São Pedro är det ganska glesbefolkat, med 48 invånare per kvadratkilometer.